# 鳥致院駅
鳥致院駅（チョチウォンえき）は、大韓民国世宗特別自治市鳥致院邑にある、韓国鉄道公社（KORAIL）の駅。

## 利用可能な鉄道路線
京釜線と忠北線の2路線が乗り入れ、分岐駅となっている。

## 歴史
- 1905年1月1日 - 京釜線が開通と同時に開業。
- 1921年11月1日 - 忠北線が開通し、当駅に接続。
- 1999年10月 - 現在の駅舎を新築。
- 2005年7月 - グループ代表駅に指定される。
- 2008年11月21日 - 駅舎増築。（切符売り場を2階に移転。）
- 2014年5月17日 - ITX-セマウル停車開始。

## 駅構造

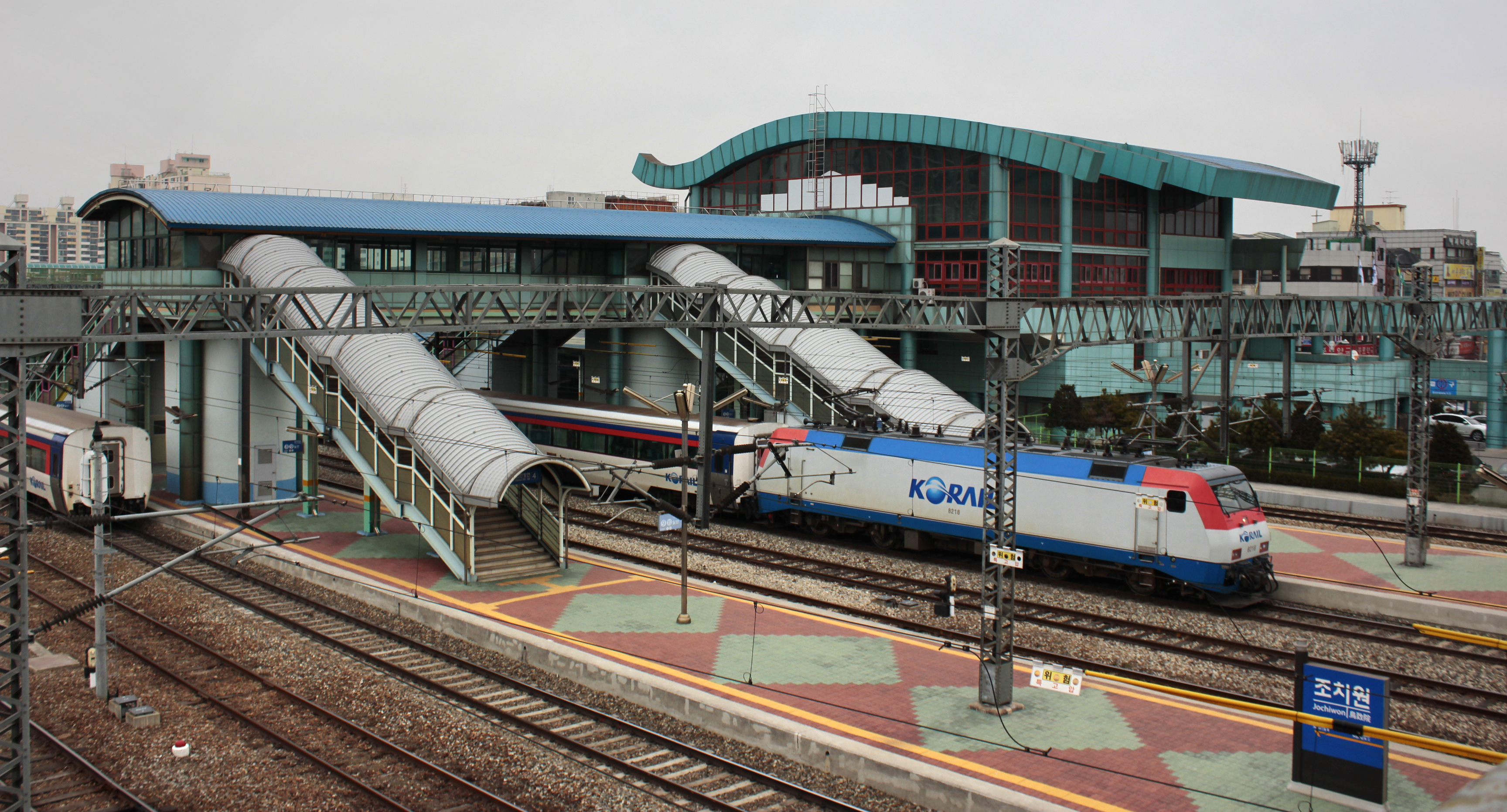
ホーム全景

地上駅で、駅舎は「鳥」をイメージした形となっている。
ホームは島式2面4線と単式1面1線の計3面5線を有する。貨物の扱いもしており、ホーム西側に貨物用のスペースがある。
ホームと駅舎は跨線橋及び地下通路で結ばれている。

### のりば
| 1    | 忠北線                    | 清州・忠州・堤川・江陵方面               |
| 2    | 忠北線 （京釜線直通列車） | 新灘津・大田方面                         |
| 2    | 京釜線                    | 大田・東大邱・釜山・光州・木浦・麗川方面 |
| 3    | 京釜線                    | 大田・東大邱・釜山・光州・木浦・麗川方面 |
| 4・5 | 京釜線                    | 天安・平沢・水原・龍山・ソウル方面       |

配線図
| ↑ 瑞倉信号場・五松駅 |
| \| 54 \| 32 \| 1     |
| 内板信号場 ↓         |

## 利用状況
2010年度の1日平均乗車人員は4,800人、1日平均乗降人員は9,701人である。

## 駅周辺

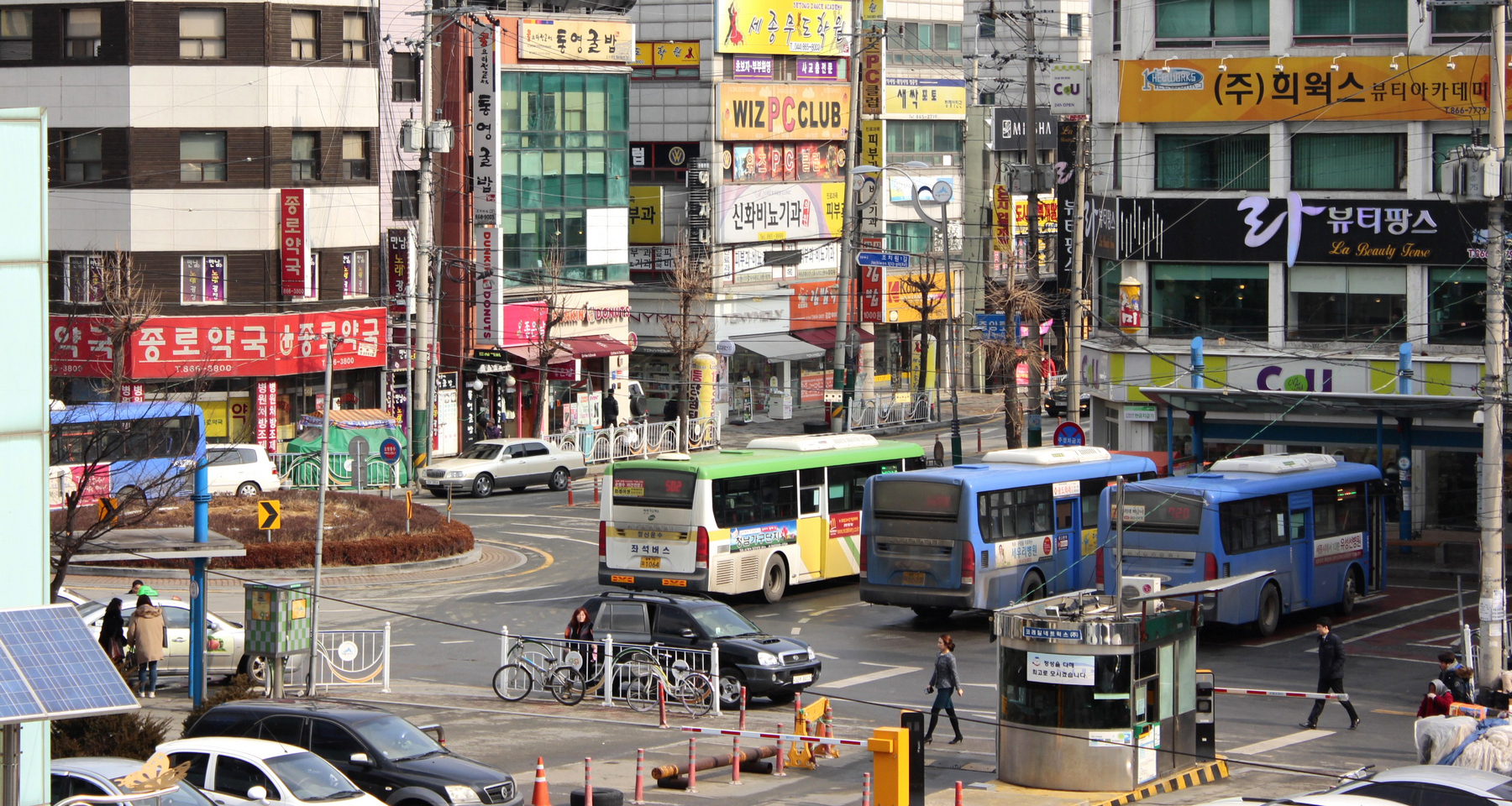
駅前広場

- 鳥致院総合バスターミナル
- 世宗高等学校（朝鮮語版）
- 鳥致院中学校
- 鳥致院女子高等学校（朝鮮語版）
- 鳥致院女子中学校
- 鳥致院新凰初等学校
- 鳥致院明東初等学校
- 大東初等学校
- 砧山公園

## 隣の駅
韓国鉄道公社
京釜本線
ITX-青春
天安駅 - 鳥致院駅 - 大田駅
ITX-セマウル
天安駅 - 鳥致院駅 - 大田駅/西大田駅（湖南線）
ムグンファ号
全義駅 - 鳥致院駅 - 芙江駅
ヌリロ号
天安駅 - 鳥致院駅 - 新灘津駅
忠北線
ムグンファ号
新灘津駅（京釜線直通） - 鳥致院駅 - 五松駅